# Union Jack (képregény)
A Union Jack egy, a Marvel Comics kiadásában megjelent négyrészes mini-képregénysorozat volt, mely 2006 végén jelent meg az Amerikai Egyesült Államokban. A képregény írója Christios Gage, rajzolója Mike Perkins. A minisorozat főszereplője Joseph Chapman, a harmadik hős aki magára öltötte Union Jack egyenruháját.

## Külső hivatkozások
- Union Jack #1 a Marvel.com oldalain
- Union Jack #2 a Marvel.com oldalain
- Union Jack #3 a Marvel.com oldalain
- Union Jack #4 a Marvel.com oldalain